# Пам'ятник Тарасові Шевченку (Бердичів)
Пам'ятник Тарасові Шевченку у Бердичеві — пам'ятник великому українському поетові, митцю й мислителю Тарасові Григоровичу Шевченку в місті Бердичеві Житомирської області.

## Загальні дані та опис
Розташований по вулиці Карла Лібкнехта, 1 (на розі з вулицею Торговою);— навпроти головного входу до однойменного міського парку культури і відпочинку.
Автор скульптури Тараса Шевченка — бердичівлянин П. М. Криворуцький.
Пам'ятник являє собою скульптуру Кобзаря з сірого залізобетону, вкриту міддю, встановлену на злегка трапецієподібному постаменті. Висота скульптури — 2,5 м, розміри постаменту — 1,4 х 1,55×2,2 м.

## З історії
Бердичівський пам'ятник Шевченкові був урочисто відкритий на мітингу трудящих 3 березня 1960 року під час підготовки до 100-річчя від дня смерті великого поета (1861).
У середині 1980-х років пам'ятник було відреставровано та покрито міддю.
«Бердичівський Кобзар» — традиційне місце покладання квітів до шевченківських дат, відзначення інших національних дат, зібрань інтелігенції й національних сил міста.